# Fábio Bruno Pinto
Fábio Bruno Pinto é um  engenheiro de minas brasileiro, formado pela Universidade Federal de Minas Gerais, especialista em implosão. Realiza implosões no Brasil e em diversos outros países. Em 2019, estabeleceu-se em Miami, nos Estados Unidos. 
Diante da grande expansão de implosões na cidade do Rio de Janeiro, em razão das Olimpíadas, o engenheiro Fábio Bruno se tornou referência nacional  e internacional, ao ser palestrante por cinco anos seguidos da World Demolition Summit, em Amsterdam (2010 à 2014) ,,,,
Ganhou o World Demolition Awards - Explosive Demolition Award em 2011,, 2013  e 2016 
No dia 10 de Agosto de 2015, recebeu o prêmio Partners in Safety da Shell, pelo compartilhamento de seus conhecimentos sobre segurança e por sua importante colaboração no movimento "Se liga na Atitude".
Em 2019, Fábio Bruno mudou-se para os Estados Unidos e fundou a empresa Fábio Bruno USA, prestando serviços de costa a costa.

## Implosões realizadas
- Viaduto da Perimetral - RJ;[12]
- Crystal Palace Hotel, Nassau - Bahamas;
- Prédio IBGE, Benfica - RJ;
- Ministério do Trabalho, Mangueira - RJ;
- Conjunto habitacional Jambalaia, Campo Grande - RJ;
- Viaduto Guararapes - MG;
- Presídio Frei Caneca - RJ, com 8 edificações de uma só vez;
- Hospital Universitário Clementino Fraga Filho (Fundão) - RJ;[13]
- Hospital Modelo de Araçatuba - SP;[14]
- Estádio do Castelão - CE;[15]
- Puente El Silencio - Peru;
- Fábrica da AMBEV em Jacarepaguá - RJ;[16]
- Fábrica da AMBEV Sambódromo - RJ;[17]
- Fábrica da CCPL - RJ;[18]
- Fábrica da Rheem Química - RJ;[19]
- Presídio Hélio Gomes - RJ;[20]
- Gráfica da Manchete - RJ;[21]
- Rodoviária da Pavuna - RJ;[22]
- Hospital Santa Mônica - RJ;[23]
- Ponte de acesso ao píer do terminal Guaíba - RJ;
- Prédios He-man e Esqueleto em Santa Cruz - RJ;[24]
- Ministério do Trabalho, Mangueira - RJ
- Conjunto habitacional Jambalaia, Campo Grande - RJ
- Prédio do IBGE, Benfica - RJ
- Crystal Palace Hotel - Nassau, Bahamas